# Moseltalbrücke
De Moseltalbrücke (Nederlands: Moezeldalbrug) is een brug over de rivier de Moezel nabij de Duitse plaatsjes Winningen en Dieblich, gelegen aan de A 61 in Rijnland-Palts.
De brug die gebouwd is tussen 1969 en 1972 heeft een totale lengte van 935 meter en overspant de rivier de Moezel op een hoogte van 136 meter. De totale breedte van de brug bedraagt 30,50 meter en heeft een totaalgewicht van 11463 ton. De spanwijdte tussen de pijlers, welke als holle betonpijlers met een wanddikte van 0,3 meter zijn uitgevoerd bedraagt respectievelijk 158,6 - 282,2 - 170,5 en 146,1 meter. De totale bouwkosten van de brug bedroegen ongeveer DM 40.000.000,--.
Bij de brug bevindt zich een Raststätte waar aan beide zijden een restaurant is gevestigd. Ook is er de mogelijkheid om te genieten van een weids uitzicht over het Moezeldal. Een trap onder de brug bood de mogelijkheid om van de ene parkeerplaats naar de andere te lopen.

## Trivia
- Ten tijde van de bouw was de Moseltalbrücke de hoogste autosnelwegbrug ter wereld.
- Onder de brug ligt naast de rivier ook de Spoorlijn Koblenz - Perl, de Bundesstrassen B49, B411 en B416 en de Moselradweg.